# Половинский сельсовет (Новосибирская область)
Половинский сельсовет — сельское поселение в Краснозёрском районе Новосибирской области Российской Федерации.
Административный центр — село Половинное.

## История
Статус и границы сельского поселения установлены Законом Новосибирской области от 2 июня 2004 года № 200-ОЗ «О статусе и границах муниципальных образований Новосибирской области»

## Население
| 2002  | 2010  | 2012  | 2013  | 2014  | 2015  | 2016  |
| ----- | ----- | ----- | ----- | ----- | ----- | ----- |
| 3899  | ↘3253 | ↗3297 | ↘3234 | ↘3178 | ↘3148 | ↘3116 |
| 2017  | 2018  | 2019  | 2020  | 2021  |       |       |
| ↘3109 | ↘3079 | ↘3046 | ↘3032 | ↘2987 |       |       |

## Состав сельского поселения
| № | Населённый пункт | Тип населённого пункта       | Население |
| - | ---------------- | ---------------------------- | --------- |
| 1 | Голубинский      | посёлок                      | ↘229      |
| 2 | Калиновский      | посёлок                      | ↘2        |
| 3 | Половинное       | село, административный центр | ↘3022     |